# Государственный архив Донецкой области
Государственный архив Донецкой области — основное архивное учреждение Донецкой области. В 2014 году архив без документов был формально перемещён в Константиновку, а его фонды остались во вновь созданном Государственном архиве Донецкой народной республики.

## История
Изменения названия архива:
- - До 1917 года государственных архивов не было, документы хранились в ведомствах;
  - май 1920 г. — созданы архивные комиссии при отделах народного просвещения по сбору материалов учреждений дореволюционного периода;
  - 3 января 1922 г. — создано Донецкое губернское архивное управление (губарх) при президиуме Донецкого губисполкома;
  - 1924 г. — при губархе создан губернский исторический архив (помещения не было);
  - 1925 г. — ликвидированы губернские учреждения, созданы Артемовское, Сталинское и Мариупольское окружные архивные управления;
  - июль 1929 г. — создан краевой исторический архив промышленности Донбасса;
  - сентябрь 1930 г. — ликвидированы окружные архивные управления, 1 октября 1930 г. созданы Артемовское, Мариупольское и Сталинское городские архивные управления.
  - март 1932 г. — Сталинское городское архивное управление и краевой исторический архив промышленности Донбасса были реорганизованы в Сталинский государственный исторический архив, Артемовское и Мариупольское архивные управления реорганизованы в государственные исторические архивы;
  - 29 сентября 1932 г. — на базе Сталинского государственного исторического архива создан Донецкий областной исторический архив;
  - октябрь 1932 г. — создано Донецкое областное архивное управление, начали создаваться городские и районные государственные архивы;
  - июнь 1938 г. — Донецкая область разделена на 2 области: Сталинскую и Ворошиловградскую. Донецкий областной исторический архив переименован в Сталинский;
  - ноябрь 1938 г. — архивные учреждения переданы в систему Наркомата внутренних дел на правах архивного управления;
  - 25 ноября 1938 г. — Сталинский областной исторический архив переименован в Сталинский областной архив в г. Сталино, Артемовский исторический архив — в Сталинский областной архив в г. Артемовске, Мариупольский исторический архив — в Сталинский областной архив в г. Мариуполе;
  - 1944—1946 гг. — возвратившиеся из эвакуации фонды Артемовского и Мариупольского архивов влились в состав Сталинского областного архива, исторические архивы в г. Артемовске и г. Мариуполе перестали существовать;
  - июнь 1960 г. — архивные учреждения вывели из подчинения Министерства внутренних дел;
  - ноябрь 1961 г. — в связи с переименованием Сталинской области в Донецкую, Сталинский областной архив был переименован в Донецкий областной архив;
  - июнь 1980 г. — получил название Государственный архив Донецкой области;
  - ноябрь 1988 г. — ликвидирован архивный отдел Донецкого облисполкома, его функции руководства архивным делом в области переданы госархиву области;
  - 16 октября 1991 г. — в состав фондов госархива Донецкой области вошли документы бывшего Донецкого обкома Компартии Украины[1].

## Фонд
Самыми древнейшими документами архива являются документы XVIII века.
12 дореволюционных документов в фондах отнесено к уникальным. Среди них нотариально заверенные копии завещания Джона Юза и свидетельства о смерти Джона Юза, основателя города Юзовка (ныне Донецк), церковно-приходской летопись Богородицкой церкви, в котором содержатся редкие сведения об истории края, устав Спасо-Преображенского Юзовского церковного братства.
В архиве находятся книги записей актов гражданского состояния за 1932—1933 годы. По книгам регистрации актовых записей обнаружено 105 404 фактов смертей от голода, которые внесены в сводный мартиролог Национальной книги памяти жертв голода 1932—1933 годов на Украине.
В архиве хранятся следующие фонды:
- 11 029 фондов, 1 872 418 дел, 1784—2008 годов,
- 20 750 единиц научно-технической документации, 1935—1987 годов,
- 107 единиц кинодокументов, 1963—1982 годов,
- 937 единиц фонодокументов, 1954—1985 годов,
- 14 378 единиц фотодокументов, 1880—1913,1923-1999 годов,
- 113 единиц видеодокументов, 1991—2007 годов.

В библиотеке архива хранятся собрания законов Российской империи, законов, постановлений и распоряжений правительств СССР и РСФСР; энциклопедии, словари, справочники, научно-популярная краеведческая, архивная литература; периодические издания — центральные и местные газеты и журналы за 1883—1996 года. Фонд библиотеки архива составляет 14 957 книг і брошюр за 1830—2008 года.

## Организационная структура архива
- Аппарат управления
- Отдел организации и координации архивного дела
- Отдел формирования Национального архивного фонда и делопроизводства
- Отдел обеспечения сохранности документов, учёта и справочного аппарата
- Отдел использования информации документов
- Отдел физической сохранности документов и информационно-поисковых систем
- Сектор экономики и финансового обеспечения
- Сектор документоведения
- Административно-хозяйственный отдел